# شانتال دونبار
شانتال دونبار (بالإنجليزية: Chantal Dunbar)‏ هي مصورة أخبار وصحفية أسترالية، ولدت في 1967.